# Márta Rudas
Pour les articles homonymes, voir Rudas.
Márta Bajcsay Rudas-Antal, née le 14 février 1937 à Debrecen et morte le 6 juin 2017 à Budapest, est une athlète hongroise spécialiste du lancer du javelot. Son plus grand succès est sa médaille d'argent aux jeux de Tokyo.

## Palmarès

### Jeux olympiques d'été
- Jeux olympiques d'été de 1960 à Rome ( Italie)
  - 9e au lancer du javelot
- Jeux olympiques d'été de 1964 à Tokyo ( Japon)
  -  Médaille d'argent au lancer du javelot
- Jeux olympiques d'été de 1968 à Mexico ( Mexique)
  - 4e au lancer du javelot

### Championnats d'Europe d'athlétisme
- Championnats d'Europe d'athlétisme de 1966 à Budapest ( Hongrie)
  - 6e au lancer du javelot
- Championnats d'Europe d'athlétisme de 1971 à Helsinki ( Finlande)
  - 8e au lancer du javelot